# Ashton (South Northamptonshire)
Ashton es un pueblo y una parroquia civil del distrito de South Northamptonshire, en el condado de Northamptonshire (Inglaterra).

## Demografía
Según el censo de 2001, Ashton tenía 389 habitantes (206 varones y 183 mujeres). 88 de ellos (22,62%) eran menores de 16 años, 278 (71,47%) tenían entre 16 y 74, y 23 (5,91%) eran mayores de 74. La media de edad era de 36,94 años. De los 301 habitantes de 16 o más años, 69 (22,92%) estaban solteros, 187 (62,13%) casados, y 45 (14,95%) divorciados o viudos. 197 habitantes eran económicamente activos, 191 de ellos (96,95%) empleados y otros 6 (3,05%) desempleados. Había 149 hogares con residentes y ninguno sin ocupar.
| 292                         | 270 | 341 | 380 | 417 | 383 | - | - | 324 | 255 | 240 | 280 | 283 | 266 | - | 350 | 398 |
| (Fuente: Vision of Britain) |     |     |     |     |     |   |   |     |     |     |     |     |     |   |     |     |